# Jají (Venezuela)
Pour les articles homonymes, voir Jaji.
Jají ou San Miguel de Jají est un village de l'État de Mérida au Venezuela, capitale de la paroisse civile de Jají. Important site touristique, le village est composé de maisons de style colonial, d'auberges, d'un musée et d'une église dédiée à saint Michel archange, elle-même en style colonial.

## Historique
Le village est fondé en 1580 par Bartolomé Gil Naranjo avec le nom de San Pedro de Jají, successivement inhabité et refondé par le Capitaine Garcia Varela sous le nom de San Miguel de Jají, en l'honneur de l'archange Michel.
Situé à 34 kilomètres de la ville de Mérida, le village de Jají est inauguré en 1971 compte tenu de la reconstruction démarrée en 1968 après que façades, portes, fenêtres et grilles datant de plus de 400 ans ont été rachetées et sauvegardées.

## Démographie
Situé à plus de 1780 mètres d'altitude, a une population de 1580 habitants[réf. nécessaire].

## Galerie

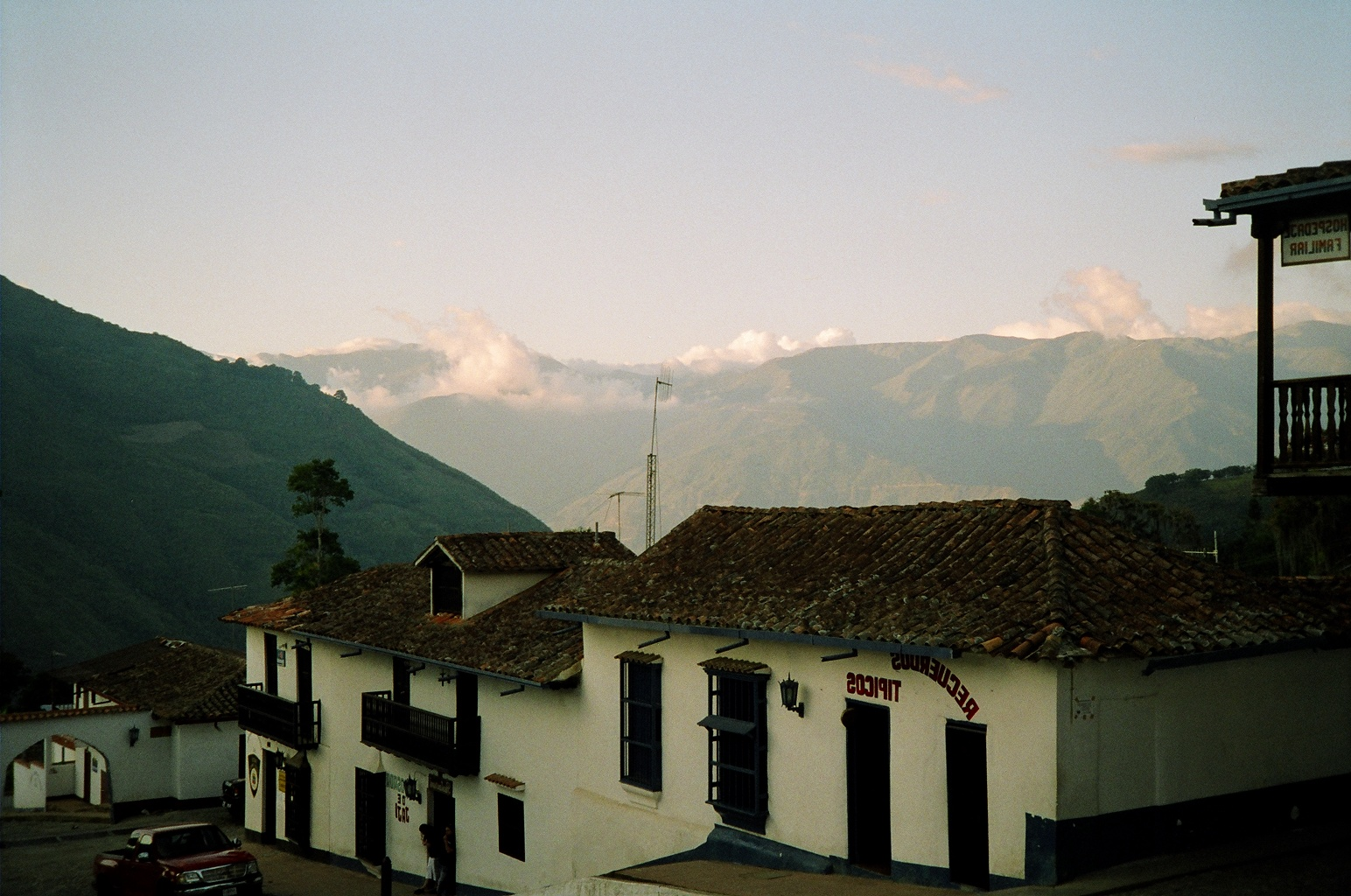
Place Bolívar
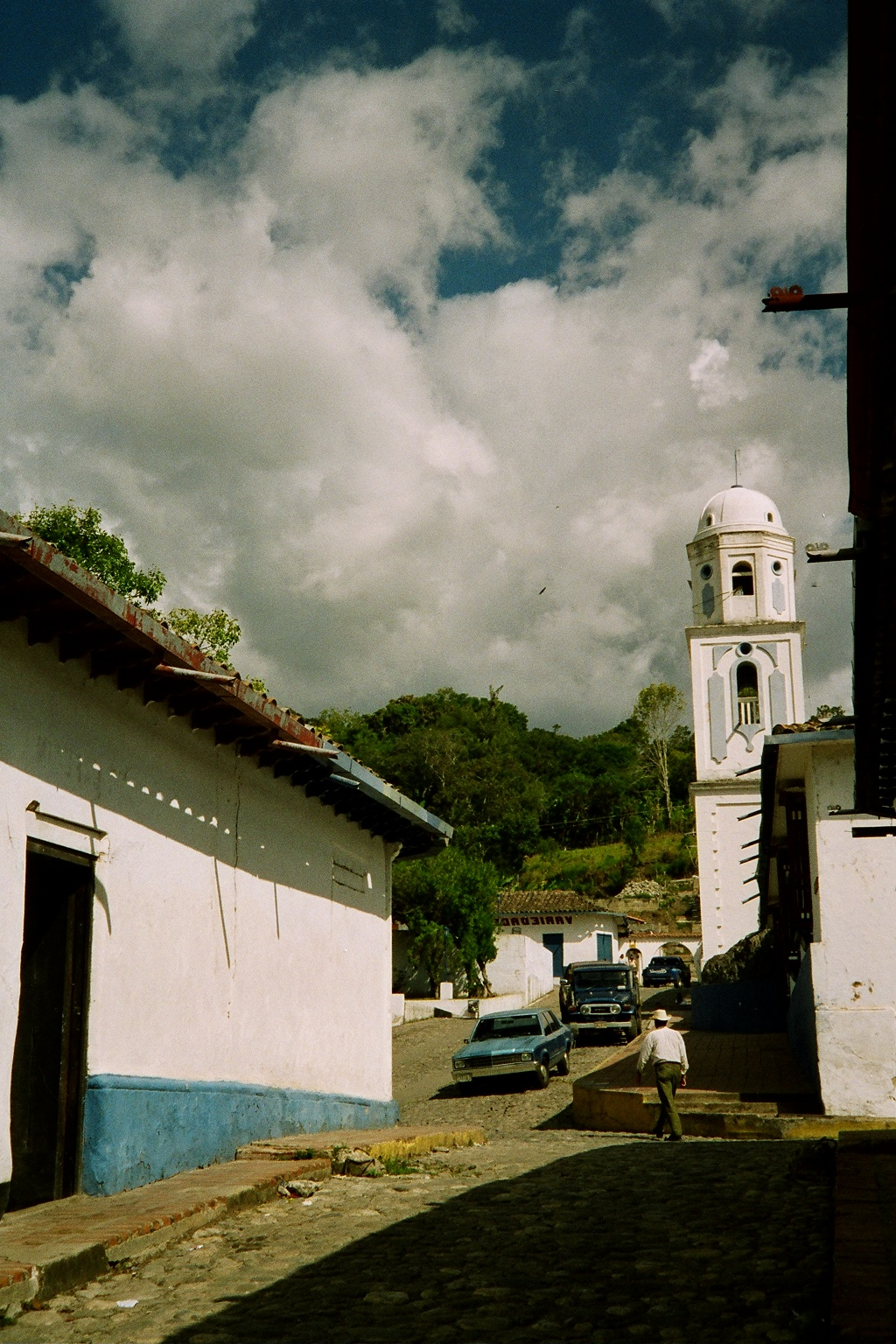
L'église de Jají
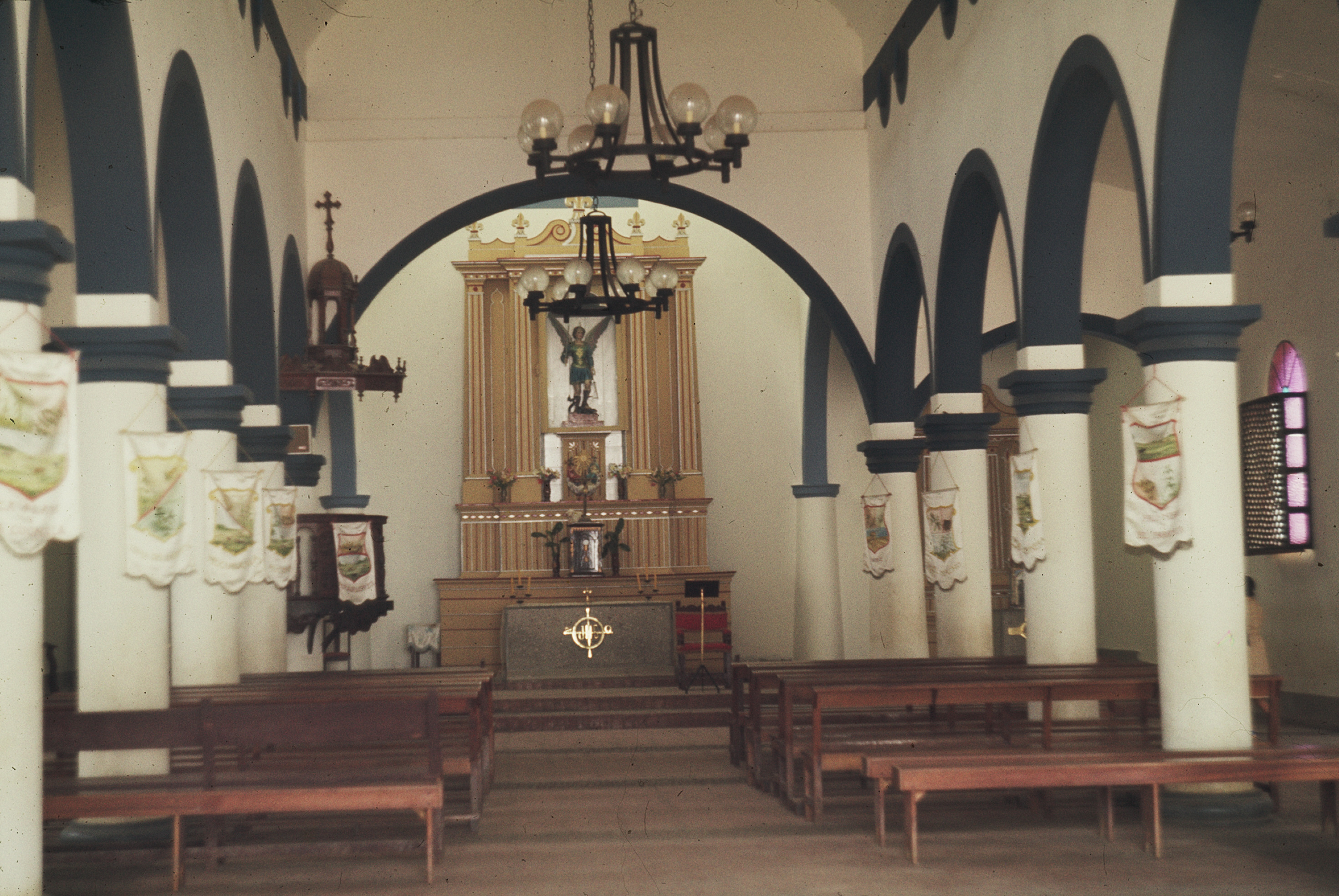
Intérieur de l'église de San Michel de Jají

### Liens  externes
- (es) Page de Jaji sur Pueblos de Venezuela